# ستيفن باركر
ستيفن باركر (بالإنجليزية: Stephen Barker)‏ هو نقابي وخياط وسياسي أسترالي، ولد في 1846 في ساسكس في المملكة المتحدة، وتوفي في 21 يونيو 1924 في أستراليا. حزبياً، نشط في حزب العمال الأسترالي. وقد انتخب عضو مجلس الشيوخ الأسترالي ‏ عن دائرة فيكتوريا (1 يوليو 1923 – 21 يونيو 1924) وانتخب عضو مجلس الشيوخ الأسترالي ‏ عن دائرة فيكتوريا (1 يوليو 1910 – 30 يونيو 1920).